# マクラーレン・M30
マクラーレン・M30（McLaren M30）は、マクラーレンが1980年のF1世界選手権用に製作したフォーミュラ1カー。デザイナーはゴードン・コパック。

## 概要
前作のM29と基本的なスタイルはほとんど変わらないが、シャシーの重心を低くして、さらに剛性が高められるなど細部に手が加えられた。足回りはサスペンションをインボード化し、ブレーキはアウトボードタイプを採用した。
M30は1台のみ製作され、アラン・プロストがドライブ。ナンバー1ドライバーのジョン・ワトソンはM29Cを引き続き使用した。M30の初出走となった第11戦オランダGPで6位入賞、イタリアGPで7位になる。この後、ジョン・バーナードによって車体が全体的に修正されるが、最終戦アメリカGP予選での事故によって破損した。
コパックにとって、マクラーレンでデザインを行った最後のF1カーとなった。

## スペック

### シャシー
- シャシー名 M30
- シャシー構造 アルミニウムモノコック
- ホイールベース 2,731mm
- 前トレッド 1,753mm
- 後トレッド 1,626mm
- サスペンション フロント・リヤ：ダブルウィッシュボーン
- タイヤ グッドイヤー
- ギアボックス マクラーレン/ヒューランドFG400（6速）・マニュアルシフト
- 重量 600kg

### エンジン
- エンジン名 フォード・コスワースDFV
- 気筒数・角度 V型8気筒・90度
- 排気量 2,993cc
- 燃料・潤滑油 カストロール

## 成績
(key)
| 年   | タイヤ | No. | ドライバー | 1   | 2   | 3   | 4   | 5   | 6   | 7   | 8   | 9   | 10  | 11  | 12  | 13  | 14  | ポイント | 順位 |
| ---- | ------ | --- | ---------- | --- | --- | --- | --- | --- | --- | --- | --- | --- | --- | --- | --- | --- | --- | -------- | ---- |
| 1980 | G      |     |            | ARG | BRA | RSA | USW | BEL | MON | FRA | GBR | GER | AUT | NED | ITA | CAN | USA | 11*      | 7位  |
| 1980 | G      | 8   | プロスト   |     |     |     |     |     |     |     |     |     |     | 6   | 7   | Ret | DNS | 11*      | 7位  |

- DNSは決勝に不出走。
- *マクラーレン・M29による10ポイントを含む。